# Ernst Paul Lehmann

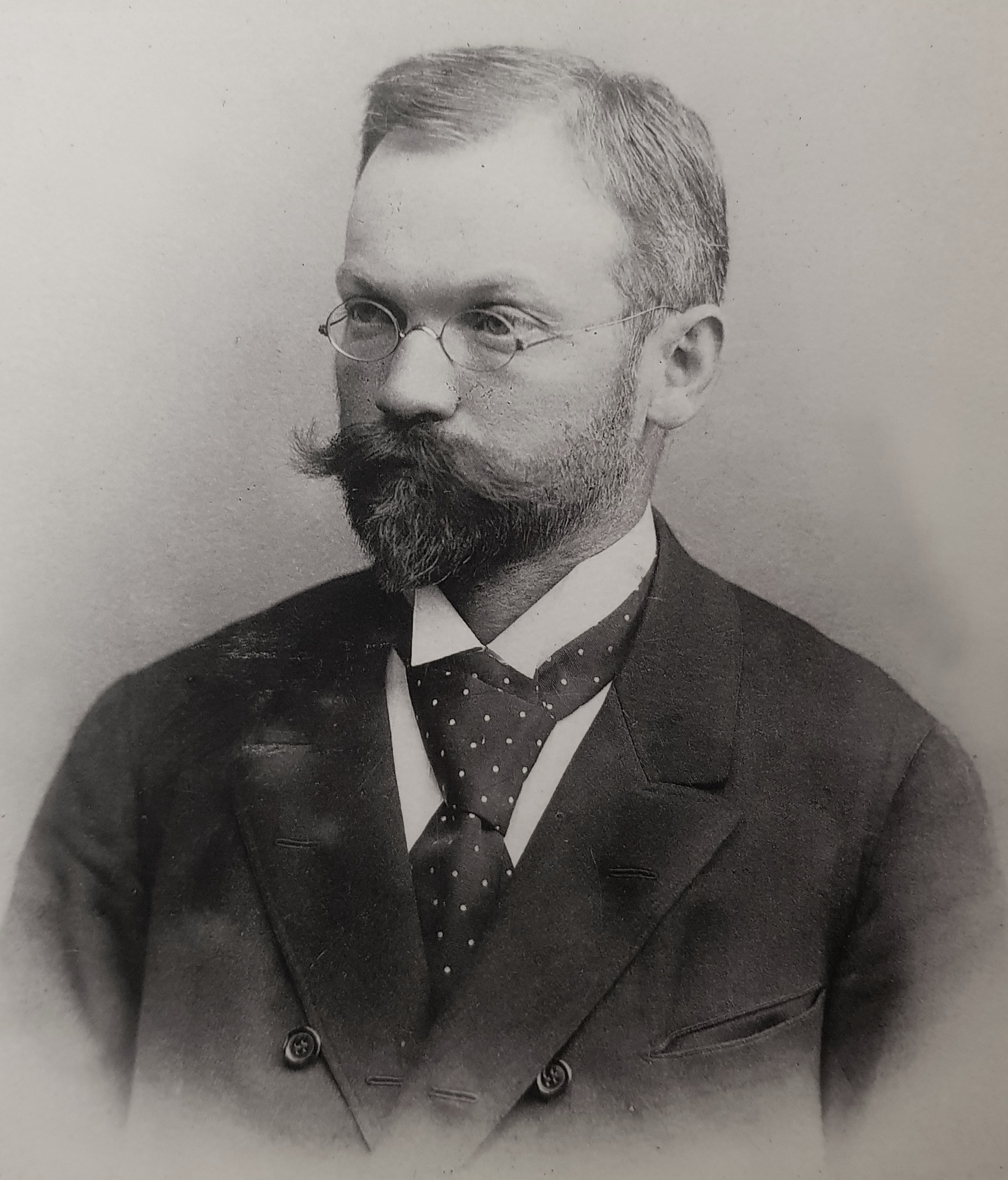
Ernst Paul Lehmann (um 1893)

Gustav Ernst Paul Lehmann (* 9. Juni 1856 in Berlin; † 10. Juli 1934 Brandenburg an der Havel) war ein deutscher Unternehmer und Erfinder in der Spielzeugbranche.

## Leben
Lehmann war der einzige Sohn eines Berliner Schneidermeisters und kam anscheinend über eine kaufmännische Ausbildung mit der Verarbeitung von Blech in Berührung. Seine erste bekannte Erfindung war ein Blechbehälter mit Patentverschluss, den er im Alter von 25 Jahren auf der Frankfurter Messe vorstellte.
Lehmann gründete gemeinsam mit Jean Eichner am 1. September 1881 in Brandenburg die Blechspielwaren-Fabrik von Lehmann & Eichner, die nach anfänglichen Schwierigkeiten später unter dem Namen Ernst Paul Lehmann Patentwerk erfolgreich und international bekannt wurde. Das Unternehmen produzierte vor allem mechanisch bewegliche, originelle Figuren sowie Flugzeuge, Luftschiffe, Autos und Motorräder, die damals wegen ihrer technologischen Aktualität großen Absatz fanden. Ein erheblicher Teil der Produktion wurde exportiert. Das Unternehmen gehörte mit durchschnittlich 600 bis 800 Beschäftigten zeitweise zu den größten Arbeitgebern der Stadt.
Von 1900 bis 1927 war Ernst Paul Lehmann als Stadtverordneter kommunalpolitisch aktiv. 1904 erhielt er den Ehrentitel Kommerzienrat. 1912 trat er in den Historischen Verein Brandenburg ein, dem er 1919 das Frey-Haus zur Einrichtung des 1923 eröffneten Heimatmuseums überließ. Er war Mitglied der Brandenburger Freimaurerloge Friedrich zur Tugend.
Das Unternehmen blieb nach seinem Tod in Familienbesitz. Das Brandenburger Werk wurde 1948 enteignet und als VEB Mechanische Spielwaren Brandenburg weitergeführt. Den Erben Lehmanns gelang ab 1950 ein Neustart in Nürnberg unter dem traditionellen Namen Ernst Paul Lehmann Patentwerk.

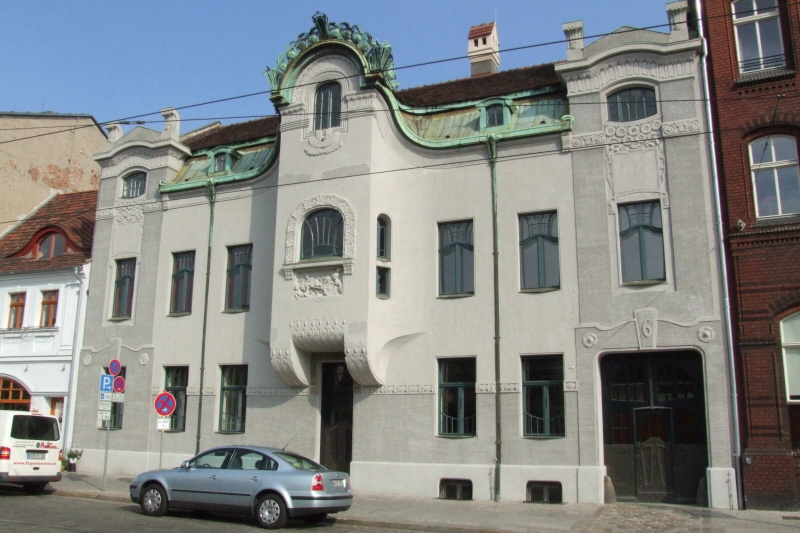
Wohnhaus Ernst Paul Lehmann, Plauer Straße 6 in Brandenburg an der Havel

An Ernst Paul Lehmann erinnert in Brandenburg auch sein ehemaliges Wohnhaus, Plauer Straße 6, das 1901–1902 von dem Berliner Architekten Bruno Möhring umgebaut und unter Mitwirkung namhafter Künstler wie z. B. Otto Stichling und Max Laeuger ausgestattet wurde, es steht als herausragendes Beispiel für Jugendstil-Architektur und -einrichtung unter Denkmalschutz. Blechspielzeug des Unternehmens ist außer im Stadthistorischen Museum im Frey-Haus auch in vielen Spielzeugmuseen und -sammlungen weltweit zu sehen.